# Rosignano Monferrato
Rosignano Monferrato (Arsgnan o Arzgnan in piemontese) è un comune italiano di 1 403 abitanti della provincia di Alessandria in Piemonte.

## Monumenti e luoghi d'interesse
- Torre Civica
- Chiesa di Sant'Antonio
- Chiesa di San Vittore
- Chiesa Madonna delle Grazie, nei pressi del cimitero
- Panchina Gigante "Rosso Grignolino" nei pressi Chiesa Madonna delle Grazie
- Castello di Uviglie[4]
- Nella frazione Colma è presente Villa Maria, dimora estiva del pittore Angelo Morbelli, luogo di creazione di molte sue opere artistiche, occasionalmente aperta al pubblico.[5]
- Nei pressi della Chiesa della Madonna delle Grazie è presente la panchina gigante numero 41, color "rosso grignolino", installata nel 2017 e con vista panoramica sulle colline circostanti e sull'abitato

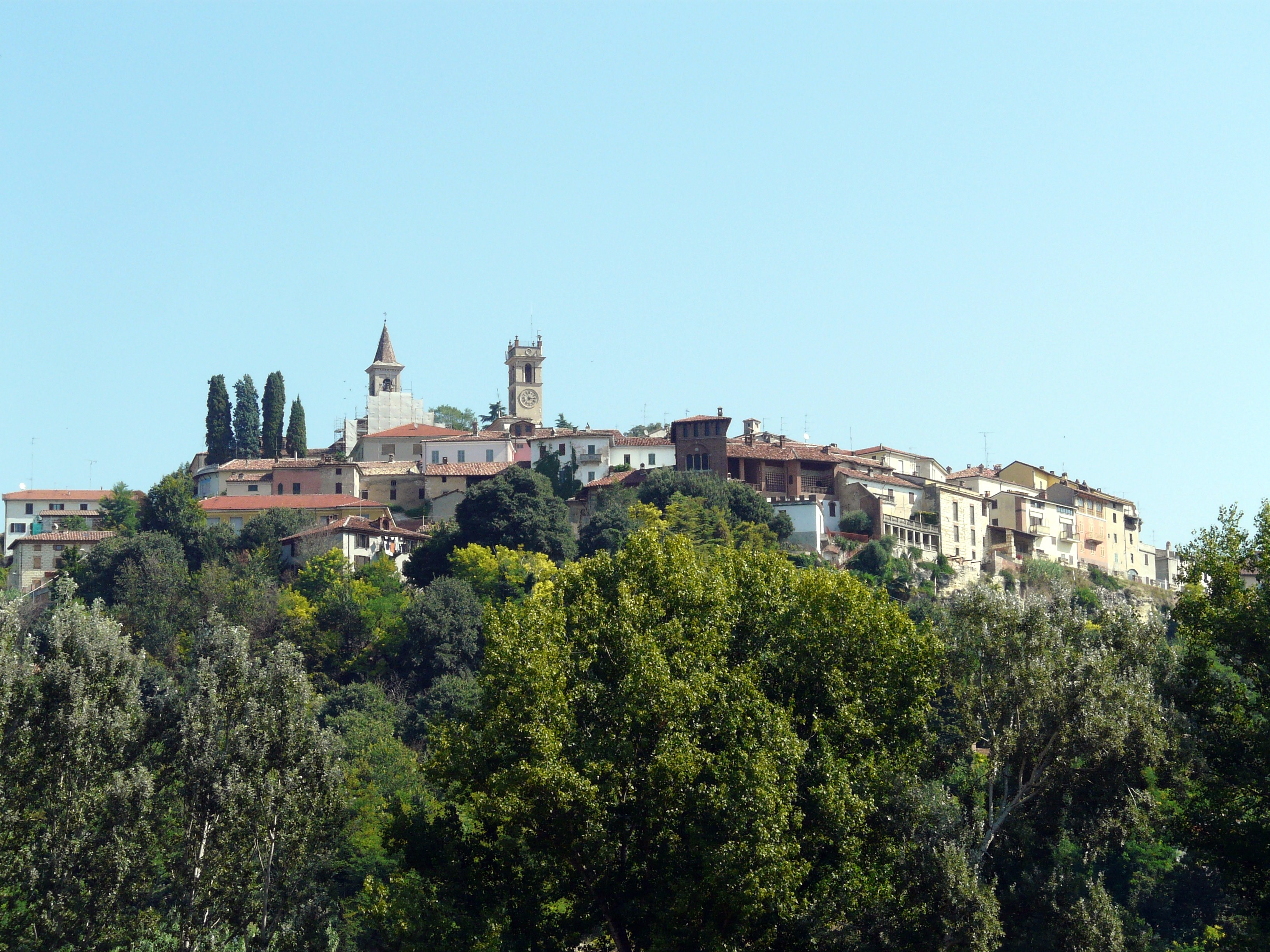
Panorama di Rosignano Monferrato
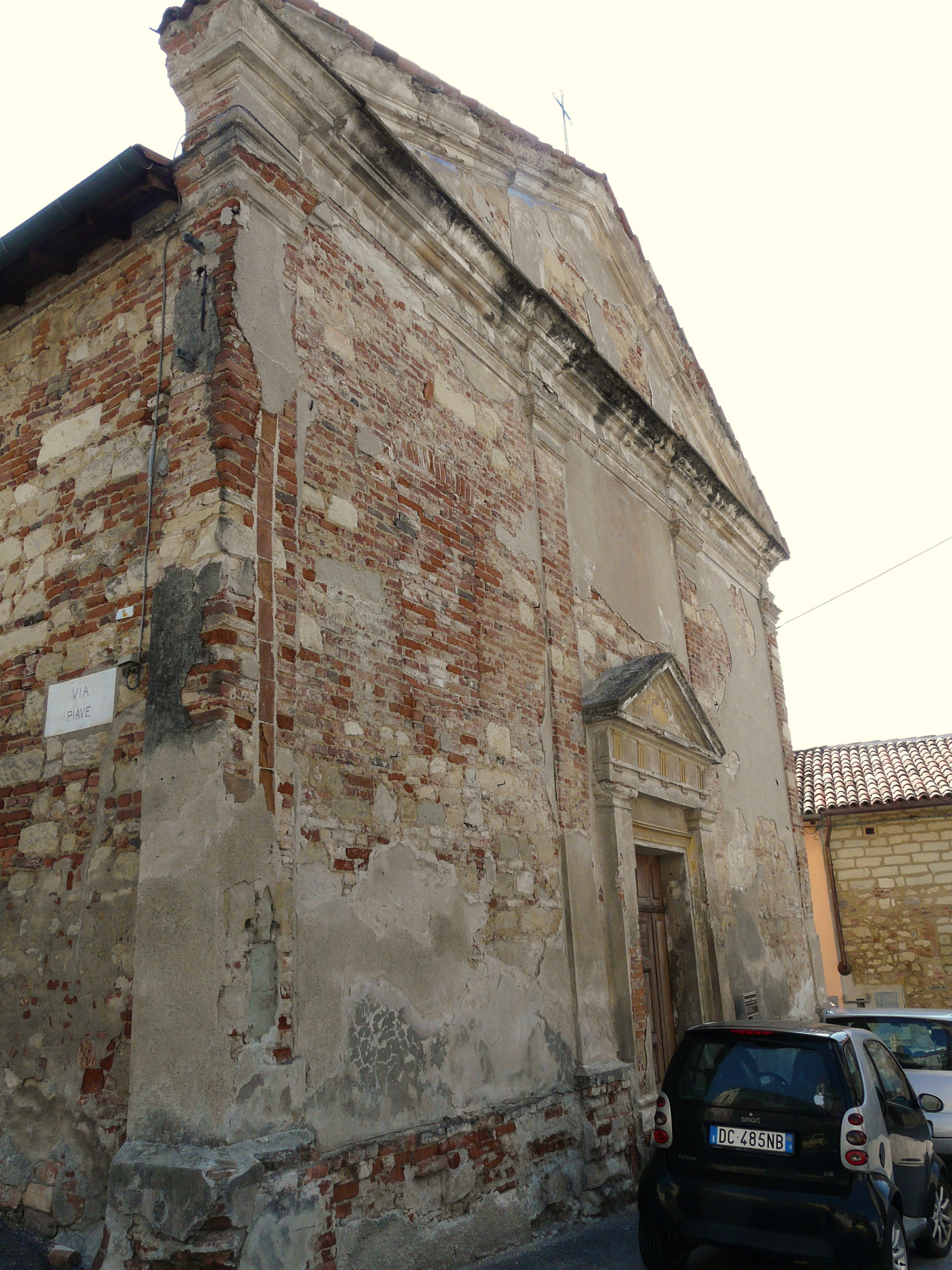
Chiesa di Sant'Antonio
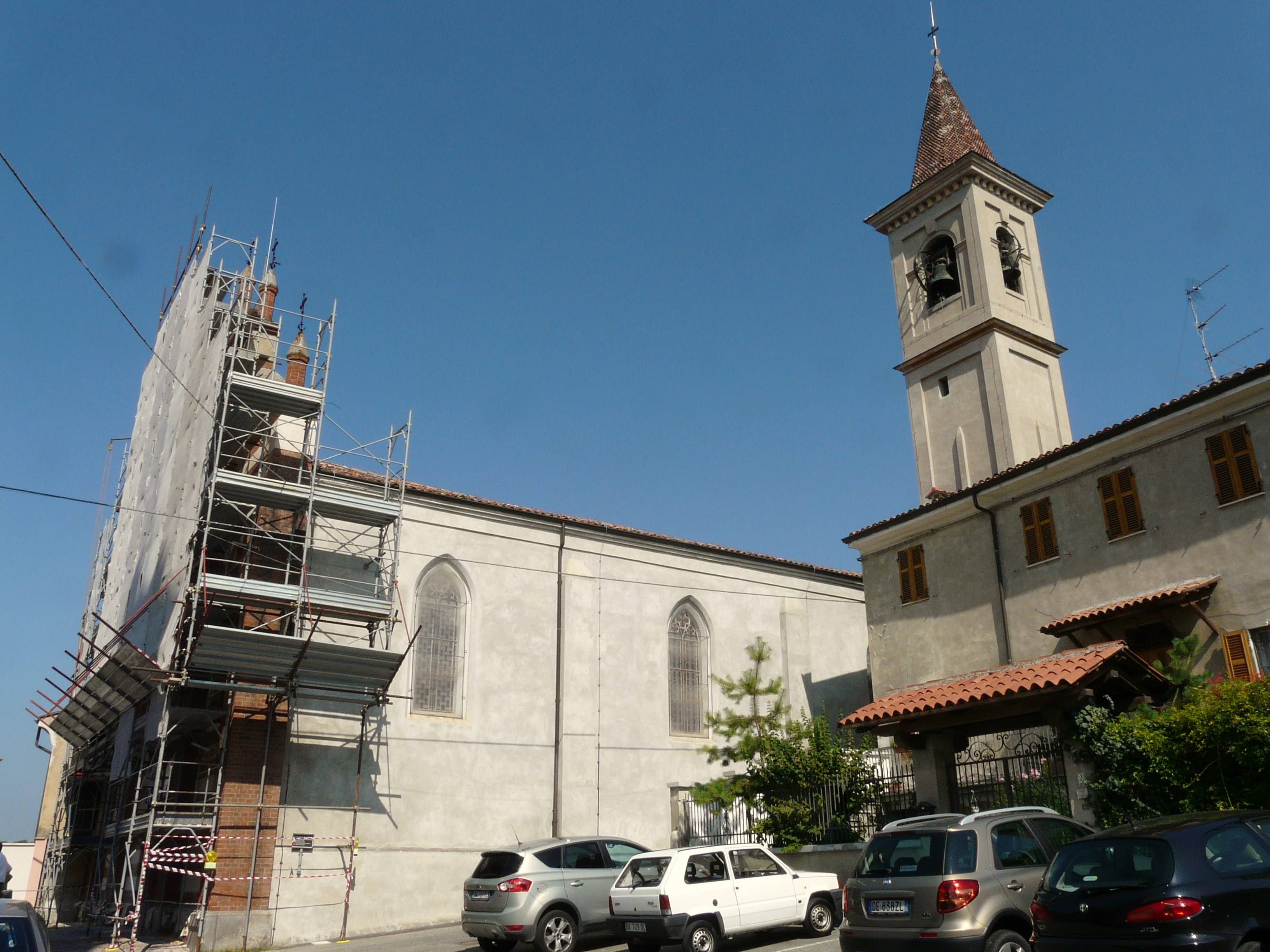
Chiesa di San Vittore
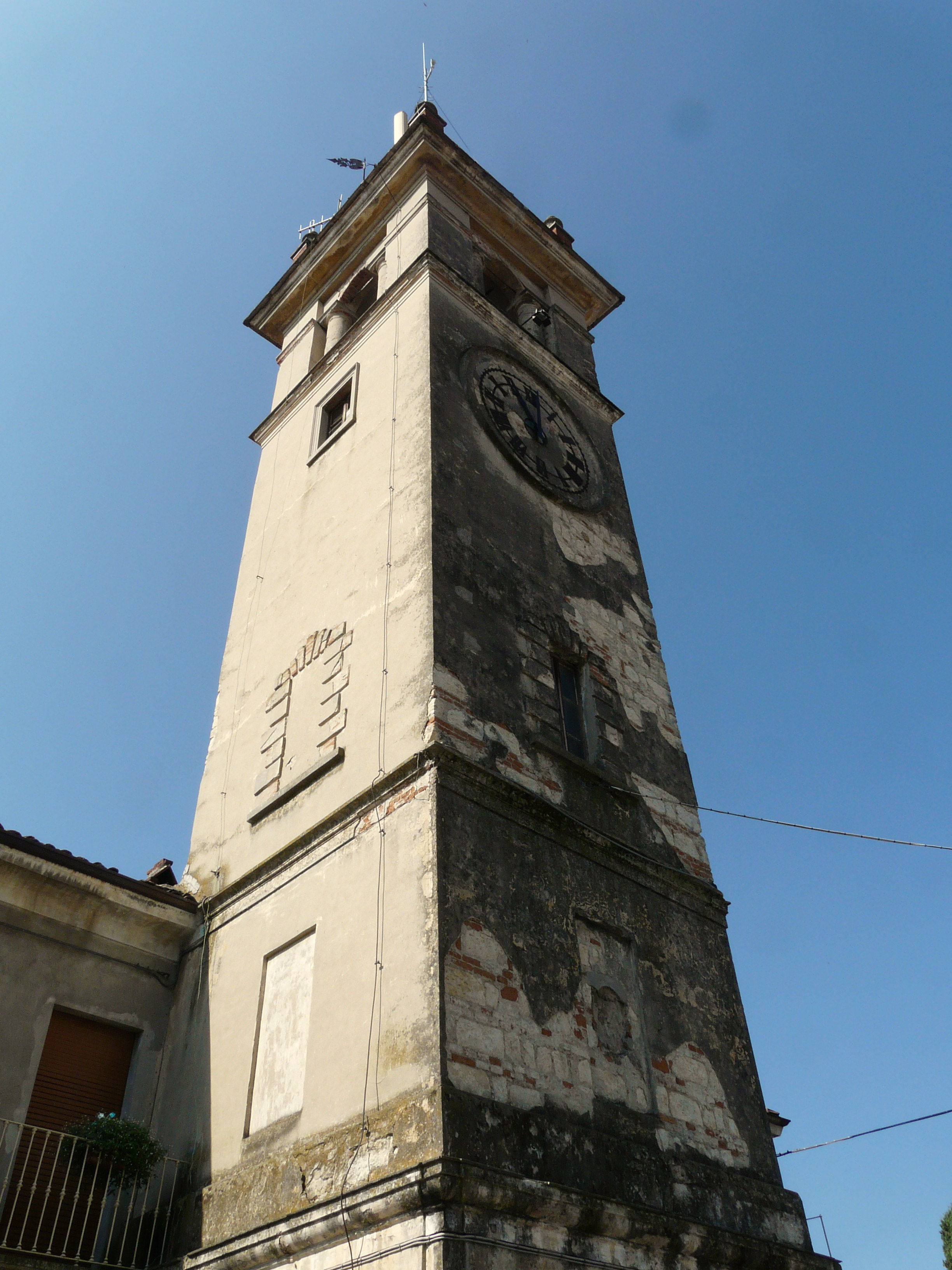
Torre Civica
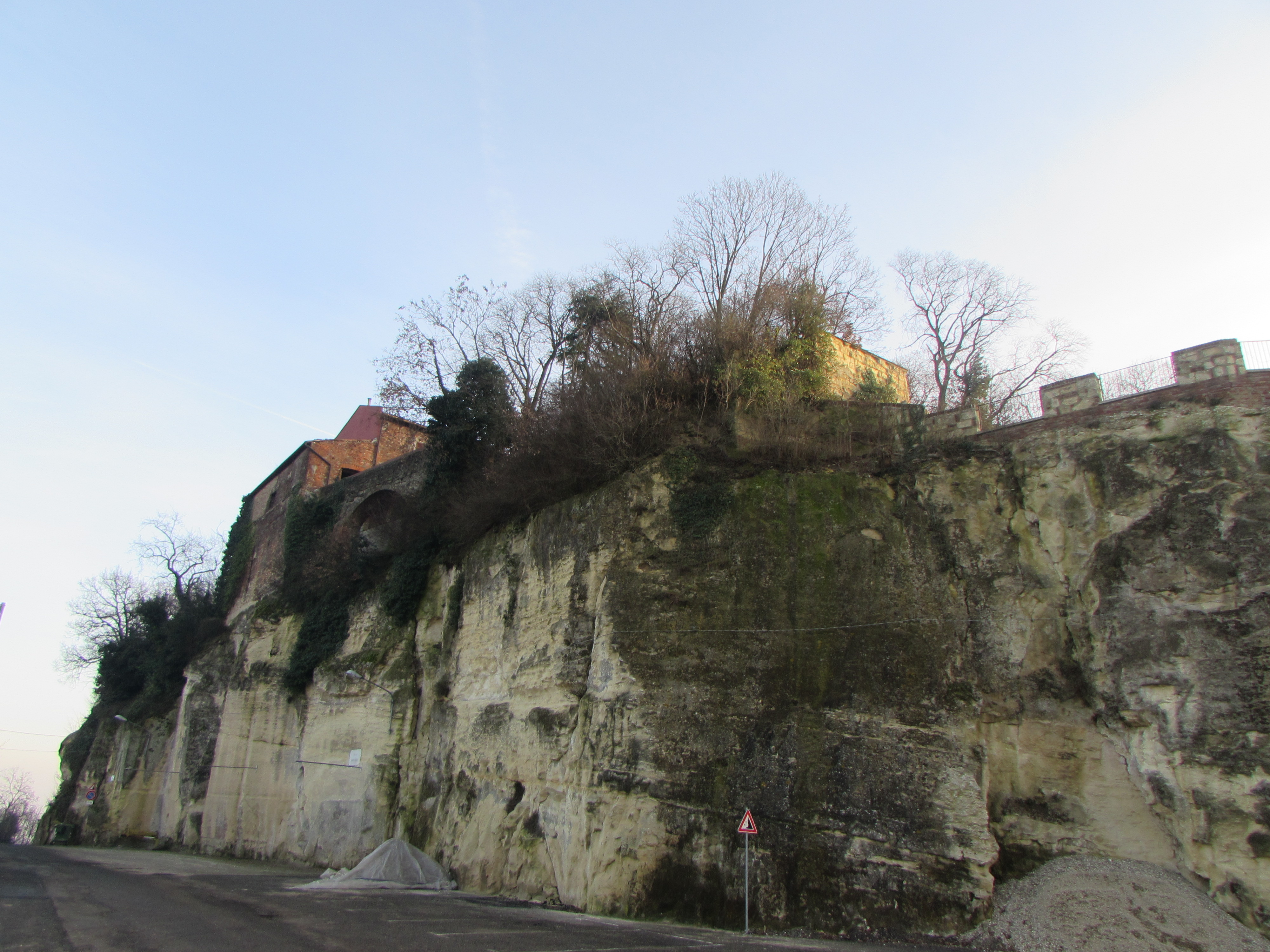
Cava di tufo dismessa, ora piazza e parcheggio
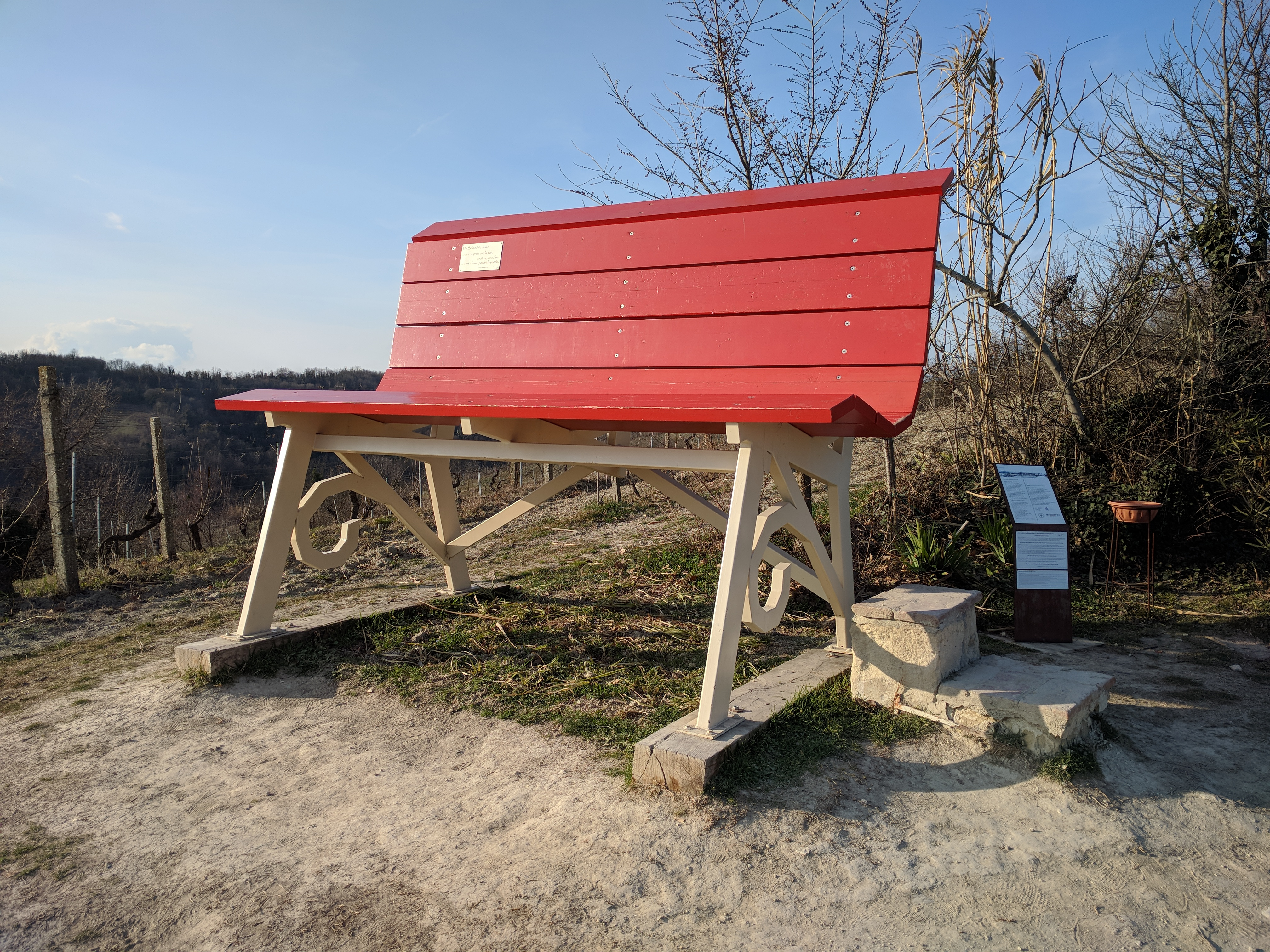
Panchina Gigante di Rosignano
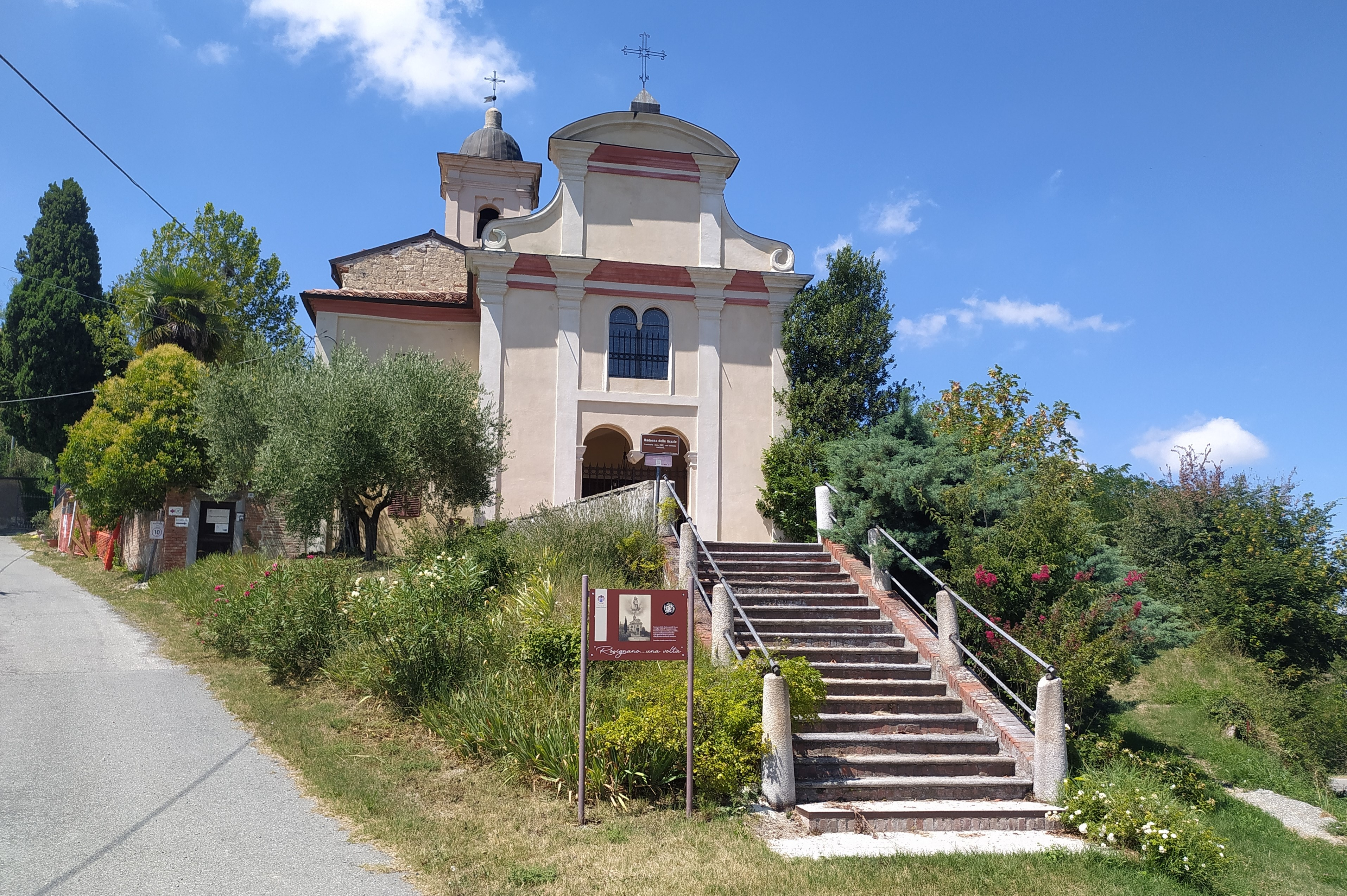
Chiesa S. Maria delle Grazie

## Società

### Evoluzione demografica
Negli ultimi cento anni, a partire dall'anno 1921, la popolazione residente si è dimezzata.
Abitanti censiti

## Economia

### Artigianato
Per quanto riguarda l'artigianato è molto rinomata l'attività della liuteria.

### Turismo
Il comune è stato insignito della Bandiera Arancione del Touring Club Italiano, certificazione di eccellenza turistico-ambientale.

## Amministrazione
Di seguito è presentata una tabella relativa alle amministrazioni che si sono succedute in questo comune.
| Periodo        | Periodo        | Primo cittadino   | Partito                                                    | Carica  | Note  |
| -------------- | -------------- | ----------------- | ---------------------------------------------------------- | ------- | ----- |
| 26 aprile 1984 | 27 maggio 1989 | Ernani Caprioglio | lista civica                                               | Sindaco | [ 9 ] |
| 15 giugno 1989 | 13 giugno 1994 | Ernani Caprioglio | lista civica                                               | Sindaco | [ 9 ] |
| 13 giugno 1994 | 25 maggio 1998 | Luigi Patrucco    | Lega Nord                                                  | Sindaco | [ 9 ] |
| 25 maggio 1998 | 28 maggio 2002 | Franco Pagliano   | lista civica                                               | Sindaco | [ 9 ] |
| 28 maggio 2002 | 29 maggio 2007 | Franco Pagliano   | lista civica                                               | Sindaco | [ 9 ] |
| 29 maggio 2007 | 7 maggio 2012  | Graziella Micco   | lista civica                                               | Sindaco | [ 9 ] |
| 7 maggio 2012  | 12 giugno 2017 | Cesare Chiesa     | lista civica Insieme per rinnovare e crescere              | Sindaco | [ 9 ] |
| 12 giugno 2017 | 13 giugno 2022 | Cesare Chiesa     | lista civica Insieme per continuare a rinnovare e crescere | Sindaco | [ 9 ] |
| 13 giugno 2022 | in carica      | Cesare Chiesa     | lista civica Insieme per continuare a rinnovare e crescere | Sindaco | [ 9 ] |